# Мэйди, Джон
Джон Майкл Джулиус Мэйди (англ. John Michael Julius Madey, 28 февраля 1943 — 5 июля 2016) — американский физик-экспериментатор, изобретатель лазера на свободных электронах.

## Биография
Джон Мэйди родился в городе Элизабет (Нью-Джерси), а спустя три года переехал с семьёй в Кларк. Отец, владелец авторемонтной мастерской, привил Джону и его старшему брату Джулсу (Jules) интерес к технике, в детстве они также увлекались любительской радиосвязью. В 1960 Мэйди поступил в Калтех, где в 1964 году получил степень бакалавра по физике, а на следующий год — степень магистра по квантовой электронике. Будучи студентом, работал в Брукхейвенской национальной лаборатории над созданием протонного синхротрона AGS и впервые заинтересовался вопросом, можно ли усилить тормозное излучение по механизму вынужденного испускания. Затем он участвовал в работах по созданию источника позитронов в Стэнфордском университете, где в 1970 году защитил докторскую диссертацию под руководством Уильяма Фэрбенка.
В 1971 году Мэйди предложил идею лазера на свободных электронах, в котором пучок электронов должен проходить через структуру с периодическим изменением магнитного поля, что приводит к вынужденному испусканию электромагнитных волн. В 1976 году учёный вместе с сотрудниками продемонстрировал работоспособность этого принципа, использовав пучок электронов с энергией 24 МэВ (из лаборатории SLAC) и 5-метровый вигглер и добившись усиления введённого в систему лазерного излучения на длине волны 10,6 мкм. В следующем году, добавив в схему зеркала и увеличив энергию электронов до 43,5 МэВ, они успешно получили лазерную генерацию на длине волны 3,5 мкм.
В 1986 году Мэйди получил в Стэнфорде должность профессора электротехники. Вскоре, однако, возник конфликт между учёным и университетом: поскольку университет отказал Мэйди в патенте на его идею, он оформил заявку на себя лично. В результате конфликта в 1989 году Мэйди вместе со своей лабораторией (FEL lab) перебрался в Университет Дьюка. В этом университете он возглавлял лабораторию до 1997 года, зарегистрировал ещё несколько патентов лично на себя, из-за чего возник новый конфликт между Мэйди и университетом, закончившийся увольнением учёного. Судебный процесс, выигранный Мэйди против университета, создал важный для американского права прецедент, позволяющий учёным свободно патентовать свои изобретения.
В 1998 году Мэйди присоединился к факультету физики и астрономии Гавайского университета в Маноа и практически с нуля создал комплекс лазера на свободных электронах, который использовался в том числе и в учебном процессе. Учёный скончался 5 июля 2016 года от рака лёгкого.

## Награды
- Медаль Стюарта Баллантайна (1989)
- Премия Роберта Уилсона (2012)
- Премия Уиллиса Лэмба (2016)

## Основные публикации
- Madey J.M.J. Stimulated Emission of Bremsstrahlung in a Periodic Magnetic Field // Journal of Applied Physics. — 1971. — Vol. 42. — P. 1906. — doi:10.1063/1.1660466.
- Elias L.R., Fairbank W.M., Madey J.M.J., Schwettman H.A., Smith T.I. Observation of Stimulated Emission of Radiation by Relativistic Electrons in a Spatially Periodic Transverse Magnetic Field // Physical Review Letters. — 1976. — Vol. 36. — P. 717—720. — doi:10.1103/PhysRevLett.36.717.
- Deacon D.A.G., Elias L.R., Madey J.M.J., Ramian G.J., Schwettman H.A., Smith T.I. First Operation of a Free-Electron Laser // Physical Review Letters. — 1977. — Vol. 38. — P. 892—895. — doi:10.1103/PhysRevLett.38.892.
- Madey J.M.J. Relationship between mean radiated energy, mean squared radiated energy and spontaneous power spectrum in a power series expansion of the equations of motion in a free-electron laser // Il Nuovo Cimento B. — 1979. — Vol. 50. — P. 64—88. — doi:10.1007/BF02737622.
- Billardon M., Elleaume P., Ortega J.M., Bazin C., Bergher M., Velghe M., Petroff Y., Deacon D.A.G., Robinson K.E., Madey J.M.J. First Operation of a Storage-Ring Free-Electron Laser // Physical Review Letters. — 1983. — Vol. 51. — P. 1652—1655. — doi:10.1103/PhysRevLett.51.1652.
- Fann W.-S., Benson S., Madey J.M.J., Etemad S., Baker G.L., Kajzar F. Spectrum of χ(3)(-3ω;ω,ω,ω) in polyacetylene: An application of free-electron laser in nonlinear optical spectroscopy // Physical Review Letters. — 1989. — Vol. 62. — P. 1492—1495. — doi:10.1103/PhysRevLett.62.1492.
- Litvinenko V.N. et al. Gamma-Ray Production in a Storage Ring Free-Electron Laser // Physical Review Letters. — 1997. — Vol. 78. — P. 4569—4572. — doi:10.1103/PhysRevLett.78.4569.